# Erawan Nemzeti Park

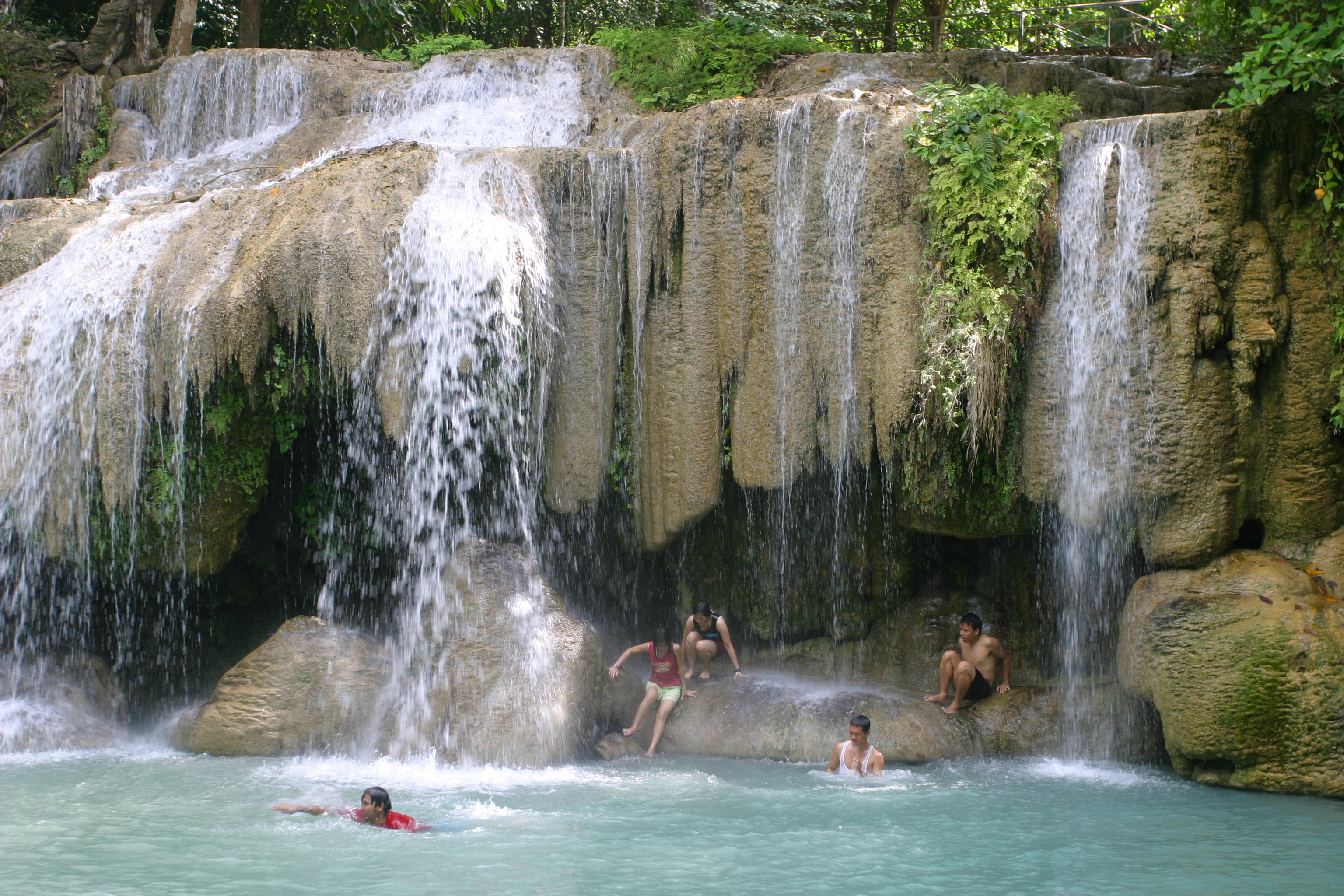
Erawan Nemzeti Park

Az Erawan Nemzeti Park a thaiföldi Kancsanaburi tartományban található, 1975 óta működik, nevét (Erawan) a hindu mitológiában található háromfejű elefántról kapta. 

## Földrajzi elhelyezkedése
550 kilométernyi területe a látogatók körében népszerű, a park 165-996 méterrel van a tengerszint felett. Mészkődombjain sok fontos patak ered, például az Omtala- és a Mong Lai-patak. Az Erawan Nemzeti Park hegyoldalán elterülő erdő a hétemeletnyi magasságból lezúduló Erawan-vízesésnek ad otthont, és sokan úgy tartják, hogy ez Thaiföld legszebb lépcsős zuhataga. A park nyugati oldalán sok kisebb patakból ered a Kaho Phang-vízesés, más néven a kis Sai Yok-vízesés. A terület számos különleges vízi szárnyasnak nyújt lakhelyet.
A nemzeti park területén emelkedik a Kelete-hegy, melynek magassága 1000 méter. Ezek a mészkősziklák védik a parkot a keleti monszuntól és az ebből eredő viszonylag kevés csapadéktól. Májustól októberig esős évszak indul, délnyugat és északkelet felől viharok jönnek. Novembertől januárig meglehetősen hűvös van, és csak február és április között melegszik fel az idő. A park egész évben, még az ilyen szélsőséges időjárások közepette is nyitva van.

## Fő látványosságai
Az Erawan Nemzeti Park fő látványosságai közé tartozik a park területén található hét vízesés. Érdemes megtekinteni a karsztbarlangot is, ahol érdekes alakú cseppkövek találhatók. A parkban megtekinthető még a Mi, a Rua, a Wang Bahdan és a Phartat nevű barlang is.

## Állatvilág
A nemzeti parkban főleg indiai elefántok, tigrisek, szarvasok, fehér kezű gibbonok, vaddisznók, kobrák, mókusok, sasok, fácánok, pávák és vízesési tarisznyarákok élnek, de egyéb emlősök, hüllők, kétéltűek, madarak és édesvízi állatok is előfordulnak itt.

## Növényvilág
Jellemző erdeje a vegyes lombhullató erdő, amely a park területének 81%-át alkotja. Örökzöld erdőrészeket és különböző bambuszfajokból álló fás területeket is találunk területén.